# ウォリー・ファンク
ウォリー・ファンク(Wally Funk)ことメアリー・ウォレス・ファンク（Mary Wallace Funk、1939年2月1日 - ）は、アメリカ合衆国の航空機操縦士、宇宙飛行士である。
1960年代に13人の女性宇宙飛行士候補「マーキュリー13」の一人に選ばれたが、この中から宇宙飛行士は生まれなかった。2021年、ブルーオリジンの宇宙船「ニューシェパード」で宇宙へ行き、それまでジョン・グレンが23年間保持していた最高齢の宇宙飛行士の記録を塗り替えた。
また、ファンクは、初の女性民間飛行教官であり、国家運輸安全委員会(NTSB)初の女性航空安全調査官、連邦航空局(FAA)初の女性検査官である。

## 若年期
ファンクは、1939年にニューメキシコ州ラスベガスで生まれ、ニューメキシコ州タオスで育った。両親は雑貨店を経営していた。タオス芸術村の芸術家たちが店のツケの支払いに自分の作品を置いていったため、家族はそれをコレクションしていた。
子供の頃に、ファンクは飛行機の虜になった。1歳のとき、両親に連れられて近くの空港に行き、初期の旅客機であるダグラス DC-3を間近で見たという。ファンクは、「私は操縦桿のところに行ったり、ナットを回そうとしたりしました。母は『この子は空を飛ぶのよ』と言いました」と語った。ファンクは機械に興味を持ち、飛行機や船の模型を作った。7歳の時にはバルサ材で飛行機を作っていた。9歳の時に、初めて飛行訓練を受けた。
ファンクは屋外での活動も好み、自転車や乗馬、スキーのほか、狩りや釣りもしていた。14歳のときには射撃の名手となり、Distinguished Rifleman's Awardを受賞した。全米ライフル協会は、ファンクの素晴らしい射撃成績をドワイト・アイゼンハワー大統領に紹介し、大統領はファンクに手紙を書いた。また、ファンクは、全米のスキー大会に南西部代表として出場し、スラロームとダウンヒルで女性スキーヤーのトップになった。

## 教育
高校生になったファンクは、機械製図や自動車整備などの授業を受けたかったが、女子だったために家庭科などの授業しか受けることができなかった。そこでファンクは、16歳で高校を中退し、ミズーリ州コロンビアの女子大学、スティーブンズ大学に入学した。ファンクは"Flying Susies"のメンバーとなり、24人いたクラスで1位の評価を得た。1958年に飛行士資格と準学士号を取得して卒業した。
ファンクは、フライング・アギーズ・プログラムに惹かれてオクラホマ州立大学(OSU)に入学し、中等教育の理学士号を取得した。OSU在学中に、商用、単発機・陸上、双発機・陸上、単発機・海上、計器飛行、航空教官、陸上教官など、数多くの航空資格を取得した。ファンクはフライング・アギーズの役員に選ばれ、国際大学航空大会に参加した。ファンクは2年連続で「優秀女性パイロット」トロフィー、「フライング・アギー・トップパイロット」、「アルダー・メモリアル・トロフィー」を受賞した。

## 航空業界のキャリア
20歳のとき、ファンクはプロの飛行士になった。最初の仕事は、オクラホマ州フォートシルでの、アメリカ陸軍の下士官兵向けの民間飛行教官だった。ファンクはアメリカ軍基地では初の女性飛行教官だった。1961年秋には、カリフォルニア州ホーソーンの航空会社で、公認の飛行教官、チャーター、チーフパイロットの職を得た。
ファンクは1968年にエアライン・トランスポート・レーティングを取得した。これはアメリカの女性の中では58位だった。ファンクは民間航空会社3社に応募したが、他の女性パイロットと同様、性別を理由に断られた。
1971年、ファンクは連邦航空局(FAA)から飛行検査官の資格を取得した。FAAの一般航空業務検査官アカデミーコースを修了した初の女性である。このコースは、パイロット認証や飛行試験の手順、事故や違反の処理などを含むものである。ファンクはFAAで4年間、FAA初の女性現場審査員として働いた。1973年にはFAAのSWAP(Systems Worthiness Analysis Program)にスペシャリストとして昇格した。この役職に就いた女性はアメリカで初めてだった。1973年11月下旬、ウォーリーは再びFAAアカデミーに入学し、エアタクシー、チャーター、航空レンタルのビジネスに関するコースを受講した。
1974年、ファンクは国家運輸安全委員会(NTSB)に女性初の航空安全調査官として採用された。ファンクは450件の事故を調査した。その中で、小型飛行機の墜落事故では、衝撃で宝石や靴、衣服が剥がれ落ちていることが多いという発見をした。
その間も、ファンクは多くのエアレースに参加した。第25回パウダーパフ・ダービーで8位、パシフィック・エアレースで6位、パーム・トゥ・パインズ・エアレースで8位に入賞した。1975年8月16日、カリフォルニア州サンタモニカからオレゴン州インディペンデンスまでの「パーム・トゥー・パインズ・オール・ウィメン・エアレース」で2位に入賞した。1975年10月4日、赤と白のベランカ・シタブリアに乗り、カリフォルニア州サンディエゴからカリフォルニア州サンタローザまでのパシフィック・エアレースで、80人の参加者を相手に優勝した。
1985年、ファンクは11年間務めた航空安全調査官を退任した。その後、FAAの安全カウンセラーに任命され、パイロットのトレーニングや航空安全に関する講演で有名になった。1986年には、世界航空教育・安全会議で米国側の主要講演者を務めた。1987年には、コロラド州グリーリーにあるエメリー航空カレッジのチーフパイロットに任命された。その後、全米の5つの航空学校でチーフパイロットを務めた。

## 宇宙飛行士のキャリア

### マーキュリー13
1961年2月、ファンクは女性宇宙飛行士を養成するプログラム"Women in Space"に志願した。このプログラムは、ウィリアム・ラブレスによって運営されていたが、政府の公式の支援はついていなかった。ファンクはラブレスに連絡を取り、自分の経験や実績を詳しく伝えた。当時21歳のファンクは、25歳から40歳という募集年齢には当てはまらなかったが、ラブレスはファンクをプログラムに招待した。25人の女性が招待され、19人が入学し、13人が卒業したが、ファンクは最年少だった。テストではジョン・グレンよりも良い成績を収めたこともあった。マスコミはこの女性宇宙飛行士候補者のグループを、男性の宇宙飛行士候補者のグループ「マーキュリー7」にちなんで「マーキュリー13」と呼んだ。
他のプログラム参加者と同様に、ファンクは肉体的にも精神的にも厳しいテストを受けた。あるテストでは、感覚を遮断するアイソレーション・タンクに入れられた。ファンクは10時間35分もの間タンクに入り続け、幻覚を見るなどの症状も現れなかったが、これは記録的なことだった。ファンクはテストに合格し、宇宙に行く資格を得た。マーキュリー13の中で、ファンクの成績は3番目だった。しかし、彼女らが最後のテストを受ける前に、女性宇宙飛行士のプログラムは中止となった。

### その後のキャリア
ファンクは宇宙へ行くことを夢見続けていた。1970年代後半にNASAがようやく女性を受け入れ始めたとき、ファンクは3回応募した。しかし、工学の学位やテストパイロットの経験がないという理由で、応募を断られた。
1995年、アイリーン・コリンズが女性として初めてスペースシャトルを操縦して宇宙へ行った。このときには、ファンクは高齢のためパイロットになる資格を得られなかった。コリンズはマーキュリー13のメンバーのうちファンクら6人を打ち上げに招待し、NASAは彼女らにケネディ宇宙センターの裏側を案内した。
2012年、彼女はヴァージン・ギャラクティックの最初の宇宙旅行者の一人になるために、同社に資金を提供した。フライトの資金は、ファンク自身の本や映画の印税のほか、家族の貯金で賄った。
2020年7月、ファンクは作家のロレッタ・ホールと共同で回顧録"Higher Faster Longer -My Life in Aviation and My Quest for Space Flight"（より高く、より速く、より遠く―私の航空人生と宇宙飛行への挑戦）を出版した。

### 2021年の弾道飛行
2021年7月1日、ブルーオリジン社はファンクが「ニューシェパード」の初飛行に搭乗することを発表した。初飛行にはファンクのほか、ジェフ・ベゾスとその弟のマーク、オランダ出身の18歳のオリバー・デーメンが搭乗した。2021年7月20日の飛行成功時にはファンクは82歳であり、1998年にジョン・グレンが77歳でSTS-95に搭乗して達成した記録を上回り、当時最高齢での宇宙飛行となった。デーメンは史上最年少の宇宙飛行だった。このフライトにより、ファンクはFAAの商業宇宙飛行士としての資格を得た。

## 私生活
ファンクは現在、テキサス州グレープバインに住んでいる。趣味はスポーツとアンティーク自動車のレストアで、1951年製のロールス・ロイス・シルヴァーレイスなどをコレクションしている。
ファンクの総飛行時間は18,600時間以上で、2019年6月現在も教官として毎週土曜日に飛行している。